# خويفيرة مختلطة
خويفيرة مختلطة (الاسم العلمي:Koeleria mixta) هي نوع هجين من النباتات تتبع جنس الخويفيرة من الفصيلة النجيلية.